# Aspholmen, Säffle

Aspholmen är en ö i Lurö skärgård, Eskilsäters socken, Säffle kommun.
Aspholmen ligger i anslutning till norra farleden genom Lurö skärgård. Aspholmen fick fast bosättning på 1840-talet, och beboddes ännu på 1980-talet av fyrvaktaren på Gunnarsholmen. Aspholmsbryggan uppfördes ursprungligen för passagerar- och godstrafiken på Vänern men används numera endast av fritidsbåtar. En mindre ankringsplats finns lite längre norrut på ön.